# 什丘欽
什丘欽是波蘭的城鎮，位於該國東南部維斯瓦河畔，距離首府克拉科夫約85公里，由小波蘭省負責管轄，面積6.85平方公里，2009年人口4,166。

## 外部連結
- Jewish Community in Szczucin （页面存档备份，存于） on Virtual Shtetl

50°18′N 21°4′E / 50.300°N 21.067°E